# Dyllan Christopher
Dyllan Christopher (Los Angeles, 12 dicembre 1991) è un attore statunitense.
Dyllan ha iniziato la sua carriera di attore a due anni apparendo in uno spot (Lemon Clorox) e in televisione in prima serata con il ruolo del figlio illegittimo di Murphy Brown.

## Filmografia parziale
- E.R. - Medici in prima linea (1 episodio, 2000)
- Stuart Little 2 (2002)
- Mi sono perso il Natale (2006)